# Ted Sator
Theodore „Ted“ Sator (* 18. November 1949 in New Hartford, New York) ist ein ehemaliger US-amerikanischer Eishockeyspieler und jetziger -trainer.

## Karriere
Ted Sator begann seine Karriere als Eishockeyspieler in der Mannschaft der Bowling Green State University, die er von 1969 bis 1972 besuchte und für die er in der National Collegiate Athletic Association aktiv war. Anschließend erhielt der Flügelspieler einen Vertrag bei den Long Island Ducks aus der professionellen Eastern Hockey League. Für diese gab er in der Saison 1972/73 in drei Spielen eine Torvorlage. Anschließend musste er allerdings wegen einer schweren Knieverletzung seine aktive Karriere beenden.
Nachdem er in der Saison 1982/83 als Scout von den Philadelphia Flyers aus der National Hockey League verpflichtet worden war, erhielt er die Möglichkeit in den folgenden beiden Jahren als Assistenztrainer für deren NHL-Mannschaft zu arbeiten. Daraufhin gelang ihm der Sprung zum Cheftrainer. Von 1985 bis 1989 war er jeweils zwei Spielzeiten lang Hauptverantwortlicher bei den NHL-Teams der New York Rangers und Buffalo Sabres. Anschließend rückte er wieder ins zweite Glied und betreute ebenfalls zwei Jahre lang als Assistenztrainer die Boston Bruins.
Im Sommer 1991 ging Sator nach Europa, wo er zwei Jahre lang Cheftrainer des HC Devils Milano aus der italienischen Serie A war. In beiden Spielzeiten führte er seine Mannschaft zum Gewinn der nationalen Meisterschaft. Es folgte für den US-Amerikaner die Rückkehr in die NHL, wo er in den folgenden vier Spielzeiten für die NHL-Teams der St. Louis Blues, Hartford Whalers und Vancouver Canucks als Assistenztrainer tätig war. Parallel zu seiner Tätigkeit bei den Canucks arbeitete er in der Saison 1996/97 zudem für deren damaliges Farmteam, die Syracuse Crunch aus der American Hockey League (ebenfalls als Co-Trainer).
Von 1997 bis 2002 betreute Sator die New Orleans Brass aus der ECHL in den kompletten fünf Jahren ihres Bestehens als Cheftrainer. Daraufhin kehrte er nach Europa zurück, wo er von 2002 bis 2004 die Espoo Blues in der finnischen SM-liiga, sowie von 2007 bis 2009 den ungarischen Vertreter Alba Volán Székesfehérvár in der Österreichischen Eishockey-Liga hauptverantwortlich coachte. Im November 2009 wurde er Cheftrainer beim kroatischen EBEL-Neuling KHL Medveščak Zagreb, nachdem kurz zuvor der Italo-Kanadier Enio Sacilotto seinen Posten vorzeitig räumen musste. 2011 verließ er den KHL wieder und wurde Trainer an der Lindenwood University.

### International
Ted Sator betreute bei der Weltmeisterschaft 1996 als Assistenztrainer die US-amerikanische Eishockeynationalmannschaft. Mit dieser gewann er dabei die Bronzemedaille. Bei der B-Weltmeisterschaft 2007 gelang ihm mit Slowenien der Aufstieg in die A-Weltmeisterschaft. Dennoch verließ er das Team nach diesem Erfolg. Bei der Weltmeisterschaft der Division I 2010 und 2011 stand er als Cheftrainer der Nationalmannschaft Ungarns an der Bande.

## Erfolge und Auszeichnungen
- 1992 Italienischer Meister mit dem HC Devils Milano
- 1992 Alpenliga-Gewinn mit dem HC Devils Milano
- 1993 Italienischer Meister mit dem HC Devils Milano
- 1996 Bronzemedaille bei der Weltmeisterschaft (als Assistenz-Trainer der USA)
- 2007 Aufstieg in die Top Division bei der Weltmeisterschaft der Division I (als Cheftrainer Sloweniens)